# Sporothrix inflata
Sporothrix inflata är en svampart som beskrevs av de Hoog 1974. Sporothrix inflata ingår i släktet Sporothrix och familjen Ophiostomataceae.   Inga underarter finns listade i Catalogue of Life.